# São José Istepôs
O Istepôs Futebol Americano é uma equipe de futebol americano, sediada em São José, Santa Catarina, que faz parte da Liga Catarinense de Futebol Americano desde LCFA Temporada 2007, onde ajudou em sua fundação.

## Histórico
O Istepôs (giria, do manezinho da ilha) surgiu do amor pelo futebol americano de alguns amigos. Inicialmente estes amigos se juntavam nos finais de semana para jogarem na praia.
Idealizado por Pedro Faraco, então membro da equipe, escolheu-se o nome Floripa Istepôs a fim de exaltar a colonização açoriana da região através da gíria regional – istepô – e do siri em seu símbolo (elaborado somente no início de 2006).
Em abril de 2006, após o conhecimento de outras equipes de Santa Catarina – principalmente o Brusque Admirals, contra a qual realizou seu primeiro amistoso – o time mudou-se da praia para a grama através do aluguel do campo da Associação dos Moradores do Bairro Abraão.
A mudança foi necessária já que outros três times – Brusque, Joinville e Jaraguá do Sul – do estado jogavam na grama e estavam se unindo para o o que viria a ser a primeira Liga Catarinense de Futebol Americano.
Membro-fundador da LCFA, os Istepôs terminariam sua primeira temporada na terceira colocação.
Em 2007, o Floripa Istepôs ganhou uma nova casa com a cessão do Estádio Coronel Nilo Chaves Teixeira pelo 63° Batalhão de Infantaria do Exército.
Após um ano inteiro de reestruturação e planejamento, a equipe começou a montar sua estrutura administrativa e técnica.
A segunda edição da Liga Catarinense de Futebol Americano contou com a estreante equipe de Blumenau e seria a mais disputada até então, com o Floripa Istepôs alcançando a terceira colocação.
No ano de 2008 o time estava mais organizado, com toda a sua estrutura montada, devidamente registrado como Pessoa Jurídica e inaugurando o seu site oficial na internet.
O time efetuou o seu primeiro tryout (seletiva) e aumentou o seu plantel, terminando o ano com 38 jogadores registrados na Liga. Porém, este não foi um ano positivo em relação a estrutura física – o fim da cessão do Estádio Nilo Teixeira levou a equipe a alternar os seus treinos e jogos em diferentes campos na cidade, firmando finalmente sua nova casa na Lagoa da Conceição, coração da ilha.
Com o formato do campeonato catarinense redesenhado para sua terceira edição – devido ao acréscimo de equipes, estrando o Tubarão Predadores e Timbó Rhinos, o Floripa Istepôs foi o segundo colocado da Divisão Sul e seguiu para a pós-temporada, onde foi derrotado na semifinal.
O ano de 2009 foi muito importante para o Futebol Americano no Estado e no Brasil. Pela primeira vez a LCFA foi disputada com equipamentos de proteção oficiais completos. Nesse ano a equipe do Istepôs firmou convênio com a Fundação Municipal de Esporte e Lazer de São José – FUNESJ, mudando sua sede para o Estádio de Potecas. O convênio com a cidade de São José trouxe melhorias nas condições de treino e jogo do time, apoio para as viagens e a estrutura administrativa da equipe.
Com esta parceria, o time adotou a cidade de São José como sua casa e passou a chamar-se São José Istepôs. Neste mesmo ano, após grande investimento efetuado pelos próprios jogadores, o time se habilitou para participar da primeira temporada jogada com todos os equipamentos profissionais de jogo.
Ainda que sofrendo com um início decepcionante na quarta Liga Catarinense, a equipe deu a volta por cima e, após uma série de quatro vitórias consecutivas, conquistou o vice-campeonato – título inédito para a equipe.
Em 2010 a equipe começa a LCFA sendo uma das grandes potências do campeonato. Contando com uma boa safra de novatos, o time termina a temporada regular com apenas uma derrota e chega ao SC Bowl V. No mesmo ano, o Istepôs tem sua primeira participação em um torneio de nível nacional, o Torneio Touchdown. Mesmo sendo estreante no torneio, a equipe conquista a melhor campanha da temporada regular e, com isso, o direito de sediar a semifinal. Em um jogo histórico, no campo da Academia da Polícia Militar, a equipe foi derrotada por um placar apertado de 9 a 3 pelo poderoso Vasco da Gama Patriotas.
2011 foi um ano de novas experiências e desafios. Na LCFA o time não teve a mesma colocação que os outros anos, ficando com o terceiro lugar. Contudo a equipe estreou em um novo campeonato nacional, a Liga Brasileira de Futebol Americano (LBFA). Sendo um dos times menos cotado na conferência sul, a equipe surpreendeu e conseguiu uma campanha com cinco vitórias e apenas uma derrota, conquistando a segunda melhor campanha da conferência sul e conquistando a classificação para os playoffs
Em fevereiro de 2016, as diretorias do São José Istepôs e Itapema White Sharks uniram as equipes na temporada 2016 com o nome São José White Sharks Istepôs. Segundo nota oficial lançada por ambas as equipes, o objetivo foi formar um elenco mais forte e mais competitivo. No fim do mesmo ano, a equipe volta a se chamar apenas São José Istepôs com jogadores e técnicos de ambas as equipes continuando a atuar juntos, defendendo o município de São José.

### BFA 2018
O São José Istepôs é um dos três representantes catarinenses na elite do Futebol Americano no país, a BFA. Disputa a Fase Regular pela Conferência Sul, juntamente com equipes do Paraná e Rio Grande do Sul, buscando uma das 4 vagas para os playoffs.
| Data           | Partida                                  | Placar  | Local               |
| -------------- | ---------------------------------------- | ------- | ------------------- |
| 21 Julho 18    | Santa Maria Soldiers vs São José Istepôs | 49 - 14 | Santa Maria - RS    |
| 05 Agosto 18   | São José Istepôs vs Coritiba Crocodiles  | 07 - 14 | São José - SC       |
| 19 Agosto 18   | São José Istepôs vs Juventude FA         | 30 - 00 | São José - SC       |
| 15 Setembro 18 | São José Istepôs vs Paraná HP            | ------  | São José - SC       |
| 29 Setembro 18 | Timbó Rex vs São José Istepôs            | ------  | Timbó - SC          |
| 13 Outubro 18  | Jaraguá Breakers vs São José Istepôs     | ------  | Jaraguá do Sul - SC |

## Títulos

### Campeonato Catarinense - SC Bowl
- 2013
 - 2014

## Campanhas de destaque
- Torneio Touchdown: 2010 - 4º Colocado
- SC Bowl IV: 2009 - Vice-campeão
- SC Bowl V: 2010 - Vice-campeão
- SC Bowl VII: 2012 - Vice-campeão
- SC Bowl X: 2015 - Vice-campeão
- SC Bowl XI: 2016 - Vice-campeão
- SC Bowl XII: 2017 - Vice-campeão
- SC Bowl XIII: 2018 - Vice-campeão